# Grant Long
Pour les articles homonymes, voir Long.
Grant Andrew Long, né le 12 mars 1966 à Wayne, dans le Michigan, est un ancien joueur américain de basket-ball. Il évoluait au poste d'ailier fort.

## Biographie
Il est aujourd'hui commentateur de matches de NBA sur la chaîne Fox.

## Pour approfondir